# خریپونوفسکی
خریپونوفسکی (انگلیسی: Khripunovsky) یک شهرک در شهرستان استرلیتاماکسکی استان باشقیرستان کشور روسیه است.